# Svarvaretorpet

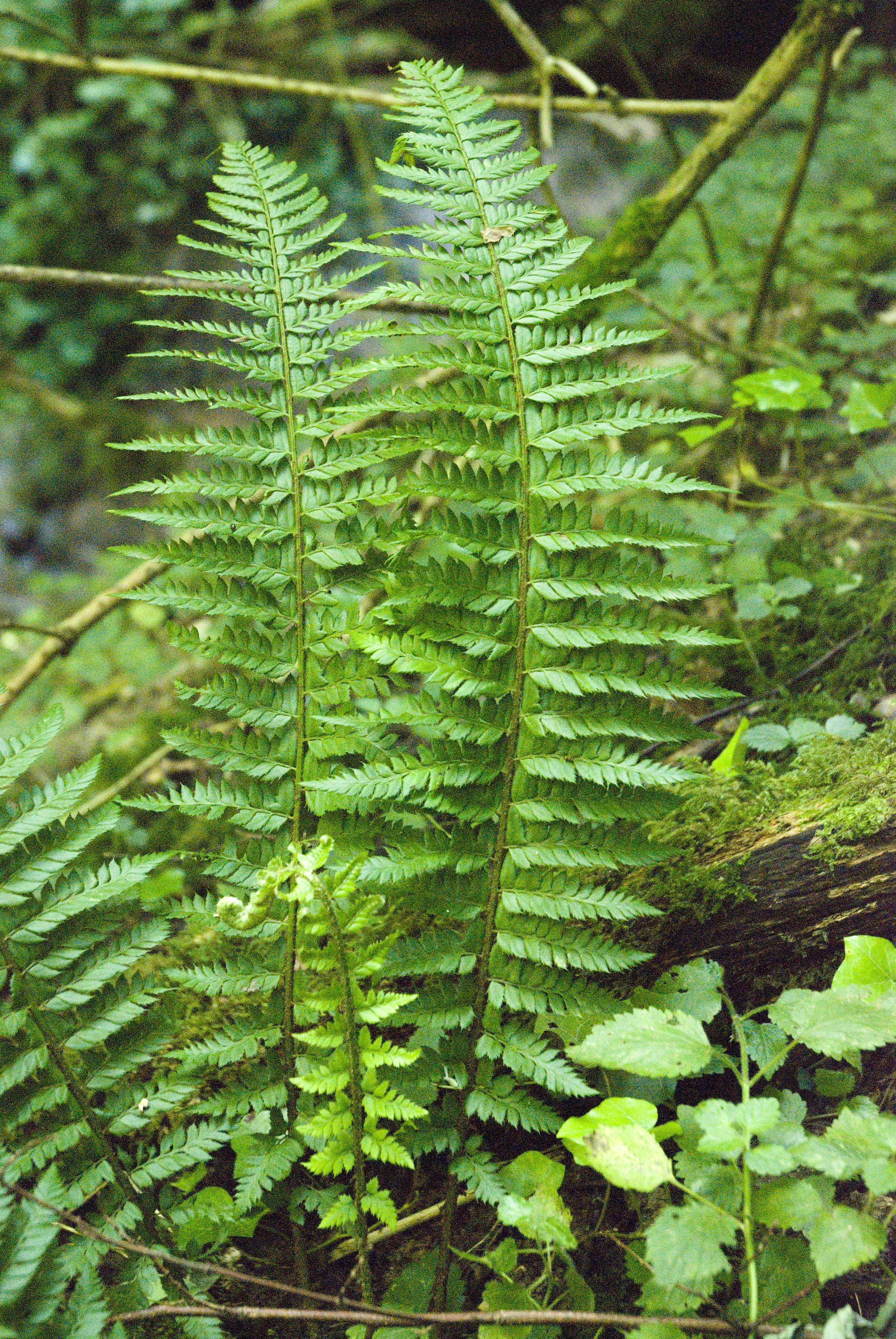
Uddbräken

Svarvaretorpet är ett naturreservat i Melleruds kommun i Dalsland i Västra Götalands län.
Reservatet är skyddat sedan 2002 och är 15 hektar stort. Det ligger nordväst om Dals Rostock och är ett område med kvartskalkskiffer.
Terrängen är typisk för områden med kvartskalkskiffer. 
Inom området växer Sveriges största bestånd av uddbräken (Polystichum lobatum).  Denna ormbunke är mycket sällsynt i landet och anses utrotningshotad. 
Skogen inom naturreservatet är s.k. ängsgranskog, som domineras av gran men har ett stort lövinslag och en örtrik flora.
De vanligaste växterna är blåsippa, harsyra, bergslok och vispstarr. Örter som vätteros, skogsbingel, sårläka och myskmadra är mer sparsamt förekommande.
Området ingår i EU:s ekologiska nätverk av skyddade områden, Natura 2000 och förvaltas av Västkuststiftelsen.